# Füßbach (Kupfer)
Der Füßbach ist ein Bach im Gebiet der Gemeinde Kupferzell im Hohenlohekreis im nordöstlichen Baden-Württemberg, der nach über 2 km langem Lauf etwa in Richtung Nordwesten nahe dem Weiler Füßbach von links in die Kupfer mündet.

## Geographie

### Verlauf
Der Füßbach entsteht auf etwa 347 m ü. NHN ungefähr einen halben Kilometer oberhalb und südöstlich des Ortsrandes von Füßbach an der Nordspitze der kleinen Waldinsel Blindholz. Rechtsseits von der etwa in einem Abstand von unter 50 Metern Abstand parallel laufenden K 2371 begleitet, fließt der Bach entlang des Randes von Äckern am linken Hang auf Füßbach zu. Der sich in der noch wenig eingetieften Talmulde sich fast einen Kilometer dem Bach entlang erstreckende Weiler liegt überwiegend rechtsseits. Nach der unteren Ortsgrenze verlässt die K 2371 das Tal nach links, das sich nun stärker eintieft.
Weniger als einen halben Kilometer nach der unteren Ortsgrenze läuft der dort bis vier Meter breite Bach in einen Talwald ein, in dem er leicht geschlängelt und unter meist steilen Ufern über steinigem Grund fließt, abschnittsweise auch über Muschelkalkplatten, an deren Ende es kleine Abstürze gibt. Dabei wendet er sich mehr und mehr nach rechts auf zuletzt nordöstlichen Lauf.
Zuletzt fließt der Füßbach etwa 3⁄4 km nordwestlich des Füßbacher Ortsrandes auf etwa 287 m ü. NHN von links in die Kupfer ein. Der Bach mündet nach 2,2 km langem Lauf mit mittlerem Sohlgefälle von etwa 27 ‰ rund 60 Höhenmeter unterhalb seines Ursprungs.

### Einzugsgebiet
Das Einzugsgebiet des Füßbachs ist ca. 1,6 km² groß, es rechnet naturräumlich überwiegend zur Öhringer Ebene im Unterraum Westliche Hohenloher Ebene der Hohenloher und Haller Ebene. Nur der unterste, sich nach rechts wendende Lauf liegt in den Ohrnwaldriedel des Unterraums Westliche Kocher-Jagst-Ebenen der Kocher-Jagst-Ebenen. Der höchste Punkt an der Südostspitze des Einzugsgebietes erreicht etwa 358 m ü. NHN.
Außer der kleinen Waldinsel Blindholz am Ursprung und dem kurzen Talwald am untersten Lauf ist das Gebiet offen und wird fast nur ackerbaulich genutzt. Es gehört in Gänze zur Gemeinde Kupferzell, deren Weiler Füßbach der einzige Siedlungsplatz darin ist.
Jenseits der rechten, nordöstlichen Wasserscheide ist die aufnehmende Kupfer das nächste Gewässer, während hinter der linken, südwestlichen das Einzugsgebiet der Sall angrenzt, die längstenteils über ihren rechten Zufluss Eschelbach konkurriert.

## Geologie
Überwiegend liegt das Einzugsgebiet in Schichthöhe des Lettenkeupers (Erfurt-Formation). Etwas abwärts von Füßbach erreicht der Talgrund den Oberen Muschelkalk, in dem der Füßbach auch mündet. Beidseits des Oberlaufs liegt auf den Hügelkämmen ein Streifen Lösssediment aus quartärer Ablagerung.

### LUBW
Amtliche Online-Gewässerkarte mit passendem Ausschnitt und den hier benutzten Layern: Lauf und Einzugsgebiet des Füßbachs

Allgemeiner Einstieg ohne Voreinstellungen und Layer: Daten- und Kartendienst der Landesanstalt für Umwelt Baden-Württemberg (LUBW) (Hinweise)
1. 1 2 3  Höhe nach dem Höhenlinienbild auf dem Hintergrundlayer Topographische Karte.
2. ↑  Länge nach dem Layer Gewässernetz (AWGN).
3. ↑  Einzugsgebiet abgemessen auf dem Hintergrundlayer Topographische Karte.
4. ↑  Natur teilweise nach dem Layer Geschützte Biotope.

### Andere Belege
1. ↑  Abfluss-BW - Daten und Karten
2. ↑  Wolf-Dieter Sick: Geographische Landesaufnahme: Die naturräumlichen Einheiten auf Blatt 162 Rothenburg o. d. Tauber. Bundesanstalt für Landeskunde, Bad Godesberg 1962. → Online-Karte (PDF; 4,7 MB)
3. ↑  Geologie nach den Layern zu Geologische Karte 1:50.000 auf: Mapserver des Landesamtes für Geologie, Rohstoffe und Bergbau (LGRB) (Hinweise)